# Dämpfungsperle

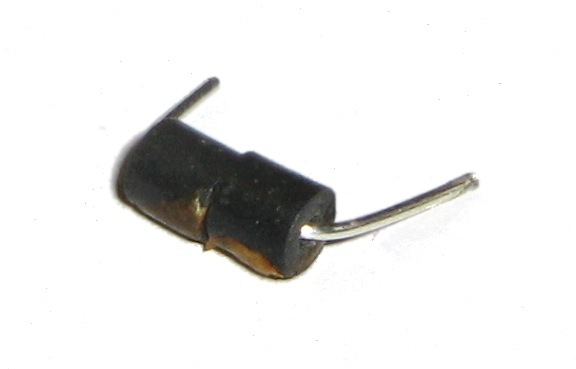
Zwei Ferritperlen mit durchgestecktem Draht (1 Windung)

Charakteristischer Verlauf der Impedanzkennlinie
Z … Gesamtimpedanz
X_{L} … Induktiver Anteil
R … ohmscher Anteil

Eine Dämpfungsperle (englisch ferrite bead), auch als Ferritperle bezeichnet, dient der Dämpfung hochfrequenter Störungen auf Leitungen, die Signale niedriger Frequenz oder Gleichspannungen führen, z. B. auf Stromversorgungsleitungen oder Leitungen von RS-232-Signalen (Serielle Schnittstelle) oder den Stromversorgungsleitungen bei USB. Im Gegensatz zu den Mantelwellenfiltern werden die Leitungen einzeln durch den Ferritkern geführt. Es gibt hierfür auch Kerne mit mehreren Löchern, durch die bereits Drähte geführt sind.
Deren vom Zweck her identischer, aber im Aufbau abweichendes Pendant in SMD-Bauform trägt die Bezeichnung SMD-Ferrit.
Ferritkerne, durch welche Leiter geführt werden, wirken wie eine Drossel mit geringer Induktivität. Bei hohen Frequenzen, übliche Bereiche sind einige 1 MHz aufwärts, wirkt das Bauteil wie eine Induktivität mit starken Verlusten und großem Blindwiderstand, das bedeutet sie weisen eine möglichst kleinen Gütefaktor auf. Die in diesem Fall erwünschten Verluste verhindern Resonanzen mit Parasitär- und Leitungskapazitäten. Aus diesem Grund eignen sich Induktivitäten mit hohen Gütefaktor meist nicht gut als Störfilter.
Hinzu kommt die im Vergleich zur Luft hohe Permeabilität des Ferritmaterials und damit geringere Windungszahl bei vergleichbarer Induktivität. Wenige oder eine Windung bedeutet eine geringere Parasitärkapazität und entsprechend geringere Koppelkapazität.
Ferritperlen dämpfen hochfrequente Störimpulse auf Signal- und Versorgungsleitungen von Geräten beziehungsweise reduzieren deren Austreten aus dem Gerät bzw. die Ausbreitung auf den angeschlossenen Leitungen. Steile Flanken und Überschwinger des Signals werden abgeflacht und verringern die durch sie entstehenden Störungen. Auch die Drahtbeine elektronischer Bauelemente werden erforderlichenfalls damit versehen, um Störungen am Ort ihres Entstehens zu vermindern. Ein Beispiel ist die Verringerung der Auswirkungen der Sperrerholzeit von Dioden.
Diese Art der Filterung erfolgt am oder im Gerät in unmittelbarer Nähe der Steckverbinder. Hierfür gibt es Steckverbinder mit einem eingebauten großen Stück Ferrit, welches mit Löchern für jeden Stift versehen ist.

## Ersatzschaltbild und Schaltsymbol

Das Ersatzschaltbild einer Dämpfungsperle verdeutlicht den Kennlinienverlauf
Schalt-Symbol einer Dämpfungsperle